# Élections législatives de 1988 dans la 14e circonscription du Nord
Les élections législatives françaises de 1988 dans la 14e circonscription du Nord se déroulent les 5 et 12 juin 1988.

## Circonscription
Par la loi no 86-1197 du 24 novembre 1986, la 14e circonscription du Nord regroupe jusqu'en 2010 les divisions administratives suivantes : canton de Bergues, canton de Bourbourg, canton de Cassel, canton d'Hondschoote, canton de Steenvoorde et canton de Wormhout et les communes de Bray-Dunes et de Zuydcoote.

## Contexte
Lors de ce scrutin, le député sortant de la 14e circonscription du Nord, Charles Paccou (RPR), est candidat à sa réélection. Il fait face à Pierre-Jean Lepretre (PS), André Fin (FN) et Alain Lenglet (PCF).

## Résultats[1]
Ce scrutin voit la deuxième et dernière réélection de Charles Paccou comme député du Nord et ouvre son troisième mandat à la chambre basse du Parlement français.
- Député sortant : Charles Paccou (RPR)

| Candidat       | Candidat                     | Parti          | Premier tour | Premier tour | Second tour | Second tour |  |
| Candidat       | Candidat                     | Parti          | Voix         | %            | Voix        | %           |  |
| -------------- | ---------------------------- | -------------- | ------------ | ------------ | ----------- | ----------- |  |
|                | Charles Paccou sortant réélu | RPR (URC)      | 21 555       | 45,9         | 25 228      | 51,28       |  |
|                | Pierre-Jean Lepretre         | PS             | 19 811       | 42,19        | 23 971      | 48,72       |  |
|                | André Fin                    | FN             | 3 301        | 7,03         |             |             |  |
|                | Alain Lenglet                | PCF            | 2 291        | 4,88         |             |             |  |
|                |                              |                |              |              |             |             |  |
| Inscrits       | Inscrits                     | Inscrits       | 62 658       | 100,00       | 62 638      | 100,00      |  |
| Abstentions    | Abstentions                  | Abstentions    | 14 234       | 22,72        | 11 884      | 18,97       |  |
| Votants        | Votants                      | Votants        | 48 424       | 77,28        | 50 754      | 81,03       |  |
| Blancs et nuls | Blancs et nuls               | Blancs et nuls | 1 466        | 3,03         | 1 555       | 3,06        |  |
| Exprimés       | Exprimés                     | Exprimés       | 46 958       | 96,97        | 49 199      | 96,94       |  |